# 2687 Tortali
2687 Tortali је астероид главног астероидног појаса са пречником од приближно 11,95 .
Афел астероида је на удаљености од 2,828 астрономских јединица (АЈ) од Сунца, а перихел на 2,210 АЈ.
Ексцентрицитет орбите износи 0,122, инклинација (нагиб) орбите у односу на раван еклиптике 10,087 степени, а орбитални период износи 1460,806 дана (3,999 године).
Апсолутна магнитуда астероида је 11,89 а геометријски албедо 0,217.
Астероид је откривен 18. априла 1982. године.